# SNCASE SE.1010
Dimensions
Le SE.1010 était un avion de transport conçu en France par la SNCASE (Sud-est Aviation). 

## Conception
Quadrimoteur conçu à l'origine pour le transport stratosphérique. 
C'est un monoplan aile médiane de  construction entièrement métallique.

## Historique
Il est modifié pour effectuer de la photographie aérienne pour l'Institut Géographique National. 
Premier vol le 24 novembre 1948 piloté par Jacques Lecarme. Un seul exemplaire est construit. 
Il s'écrasa dans la commune de Carces dans le département du Var le 1er octobre 1949 avec son équipage de six hommes à la suite d'une mise en autorotation lors de son 34e vol d'essai.
Les exemplaires en construction sont envoyés à la ferraille.